# De Witt (Patriziergeschlecht)

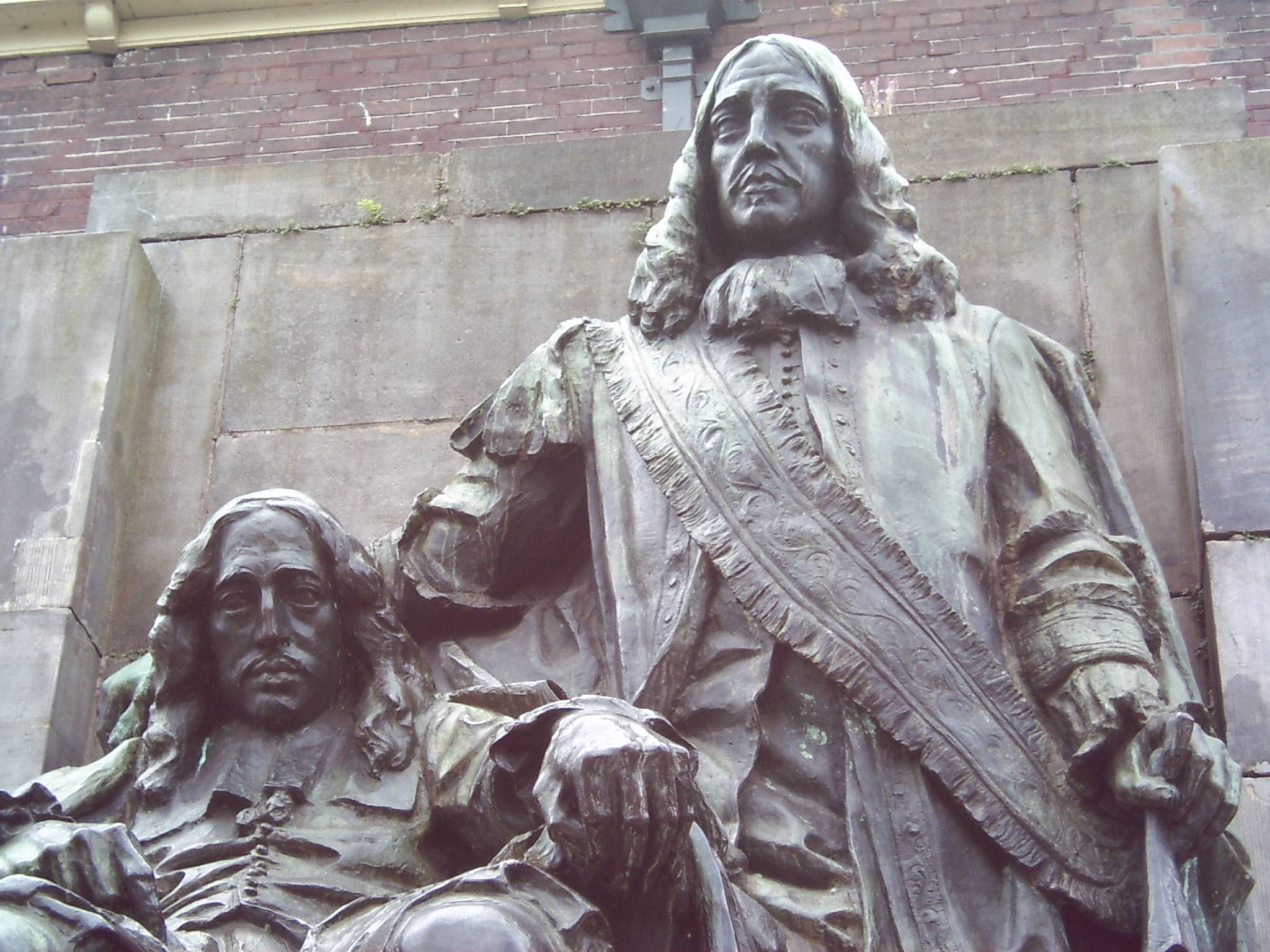
Johan und Cornelis de Witt, Statue in Dordrecht

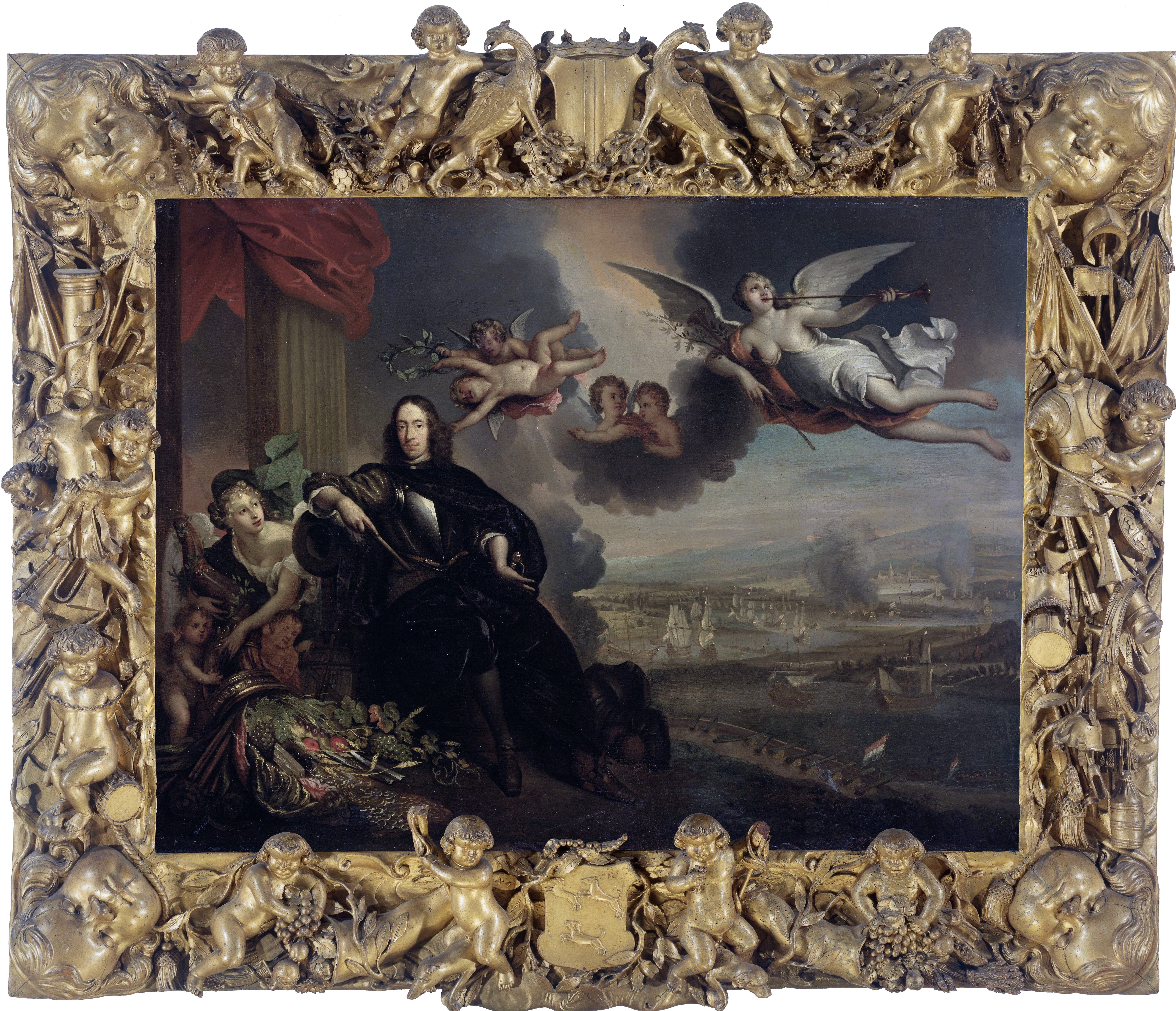
Cornelis de Witt, Gemälde von Jan de Baen, Rijksmuseum (Amsterdam)

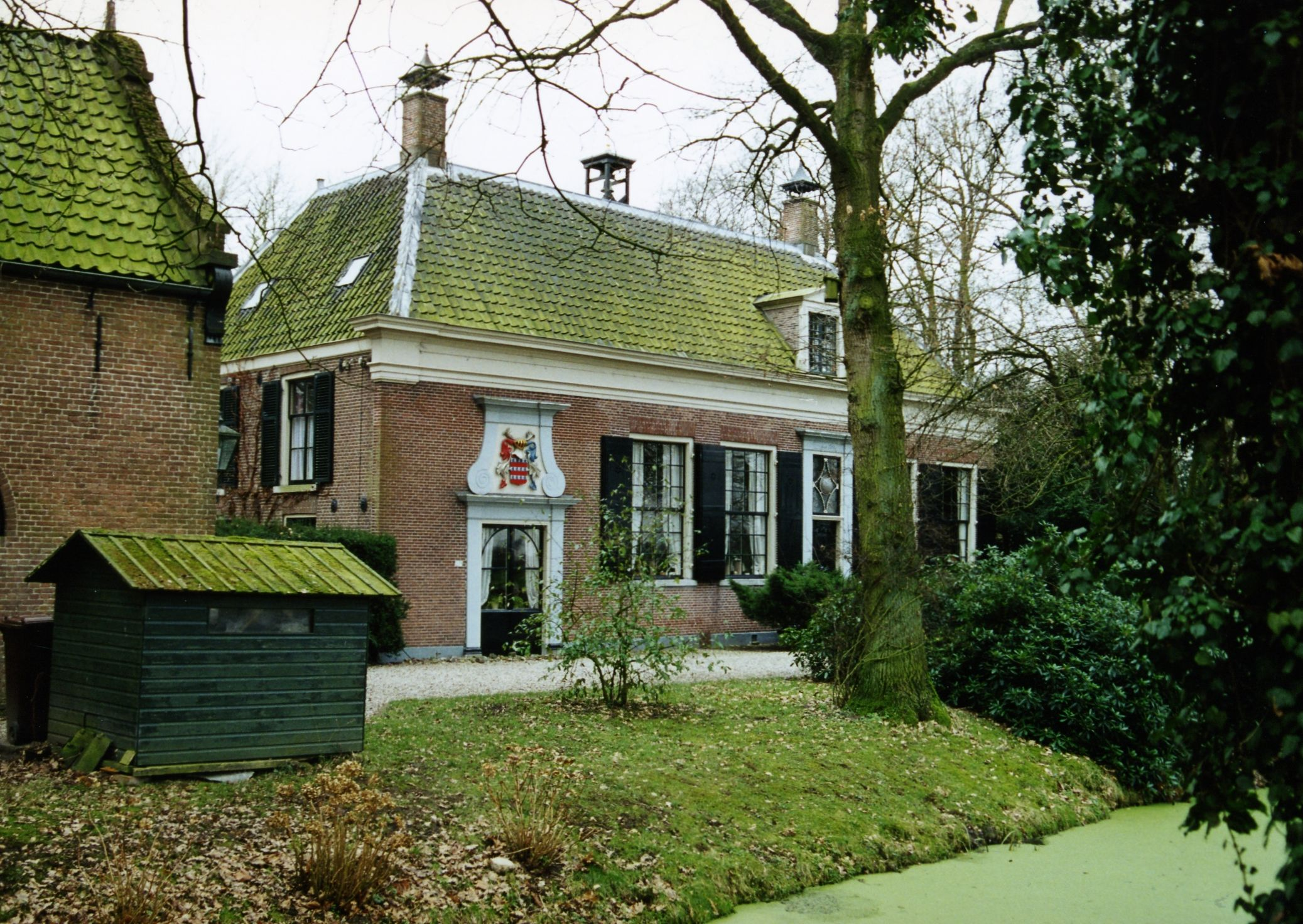
Huis te Jaarsveld

De Witt (auch De Wit oder De Witte) ist der Name eines alten Dordrechter Patriziergeschlechts. Die De Witts zählten im Goldenen Zeitalter der Niederlande zu den einflussreichsten Regentengeschlechtern Dordrechts, mit großem Einfluss auf die Regierung Hollands und der Republik der Vereinigten Niederlande.

## Geschichte
Das Geschlecht wurde mit Jan d(i)e Witte (um 1295) zum ersten Mal urkundlich genannt, und saß ab der zweiten Hälfte des 14. Jahrhunderts in der Regierung der Stadt Dordrecht. Die Familie De Witt gehörte ebenso wie die Van Beveren, Muys van Holy sowie die Van Slingelandt zu den einflussreichsten Geschlechtern aus Dordrechts Geschichte. Diverse Familienzweige waren wahrscheinlich in Amsterdam.
Der Dordrechter Zweig erlangte im 17. Jahrhundert – dem Goldenen Jahrhundert – mit seinem berühmtesten Familienmitglied Johan de Witt internationale Bedeutung.

### Im Goldenen Zeitalter
Im Laufe des Goldenen Zeitalters der Niederlande standen die [Dordrechter] Mitglieder der Familie De Witt in harscher Opposition zum sich immer mehr ausbreitenden Einfluss des Hauses von Oranien-Nassau. Gemeinsam mit den anderen republikanischen Staatsmännern waren die politisch engagierten Mitglieder der Familie De Witt für eine Aufhebung der Statthalterschaft, zumindest in der Provinz Holland. Weiters beanspruchten sie den Erhalt einer [ihrer] vollen Souveränität für die örtlichen Regenten/Patrizier in den jeweiligen Provinzen und Regionen der Niederlande. Dadurch fiel auch die militärische Macht in die Hände der zumeist republikanischen Stadtregenten Hollands und der niederländischen Generalstaaten. Diese Periode am Höhepunkt des Goldenen Zeitalters wurde von den Republikanern als die [ihre] „Ware Vrijheid“ (Wahre Freiheit) angesehen. Es war die sogenannte Erste Statthalterlose Periode, welche sich zwischen den Jahren 1650 und 1672 erstreckte. Ohne die fortdauernden Einmischungen des oranischen Statthalters funktionierte das republikanische System der Regenten in politischer und wirtschaftlicher Hinsicht effektiv. In dieser Zeitspanne hielten die Gebrüder Johan und Cornelis de Witt – Anführer der Staatsgesinnten Fraktion – die politische Macht in Den Haag, dem Regierungs- und Verwaltungssitz Hollands, in den Händen.
Mit dem Rampjaar 1672 endete die politische Rolle der Familie De Witt in Holland. In weiterer Folge konnten diverse Familienmitglieder innerhalb Dordrechts und in den benachbarten Österreichischen Niederlanden reüssieren. Im Laufe des 18. Jahrhunderts sind diverse Familienmitglieder im Besitz der Hohen Herrlichkeit Jaarsveld gestanden.

### Stammliste (Auszug)
- Jan d(i)e Witte (um 1295)
  - Gerard d(i)e Witte (* vor 1314)
    - Godschalk d(i)e Witte (* vor 1326)
      - Jan d(i)e Witte (* vor 1367), im Jahre 1375 Bürgermeister von Dordrecht
        - Witte d(i)e Witte
          - Jan d(i)e Witte (* vor 1450)
            - Witte d(i)e Witte, ab 1493 Ratsherr der Stadt Dordrecht, Deichgraf von Mijnsheerenland; seine beiden Söhne begründeten die Hauptäste des Geschlechts
              - Jan de Wit(t) († 1565), Wasserschepen von Dordrecht, verheiratet mit Klara van Beveren - 1. Ast
              - Cornelis Wittesz de Witt (1485–1537), Schepen und Ratsherr der Stadt Dordrecht - 2. Ast

Die beiden Hauptäste des Geschlechts:
- Jan de Wit(t) († 1565)
  - Willem de Witt (1516–1596), Bürgermeister von Dordrecht, Ratsherr von Wilhelm I. von Oranien-Nassau
    - Thomas de Witt (1548–1601), Bürgermeister von Dordrecht, Deputierter der Staaten von Holland und Friesland
    - Cornelis de Witt (1550–1597), verheiratet mit Jacomina van Beveren
      - Johan de Witt († 1666), Bürgermeister und Sekretär von Woudrichem sowie penningmeester des Landes von Altena
      - Kornelis de Witt (1587–1624)
        - Männlich de Witt
        - Gijsbert de Witt (1611–1692), Dutch Militär in Brasilien.

    - Nicolaas de Witt (1553–1621), Ratsherr und Schepen von Dordrecht
      - Thomas de Witt († 1645), Bürgermeister von Dordrecht, Bewindhebber der Amsterdamer Kammer der Niederländischen Ostindien-Kompanie
      - Joost de Witt († 1625), Versedichter
      - Willem de Witt

    - Johan de Witt (1567–1625), Schepen der Stadt Dordrecht, Schatzmeister von 1611 bis 1619
      - Johan de Witt (1590–1655), Schepen von Dordrecht
        - Johan de Witt (1618–1676), Diplomat, Gesandter, Deputierter der Staaten von Holland und Friesland
        - Willem de Witt (1633– nach 1676), Schepen von Dordrecht, Deputierter der Staaten von Holland und Friesland, Hoogheemraad von Mijnsheerenland und Nieu-Bon-Avontura

      - Jan de Witt († 1635)
      - Nikolaas de Witt (* 1597)

  - Witte de Witt (* 1523), Empfänger des Zinses der gräflichen Stadt Gorkum
- Cornelis Wittesz de Witt (1485–1537) Frans de Witt
(1516–1565)
  - Frans de Witt (1516–1565), bereiste Frankreich, Spanien und Portugal, verheiratet mit Liduwi van Beveren (Tochter von Pieter van Beveren und Aleyd Muys van Holy)
    - Cornelis Fransz. de Witt (1545–1622), Bürgermeister und Regent von Dordrecht
      - Andries de Witt (1573–1637), Ratspensionär von Holland
      - Frans de Witt (1586–1615)
      - Jacob de Witt (1589–1674), Staatsmann, Dordrechter Regent und Bürgermeister, Deputierter der niederländischen Generalstaaten
        - Johanna de Witt, verheiratet mit Jacob van Beveren, Heer von Zwijndrecht
        - Maria de Witt, verheiratet mit Diederik Hoeufft, Heer von Fontaine-Peureuse
        - Cornelis de Witt (1623–1672), Staatsmann, Dordrechter Regent und Bürgermeister
          - Jacob de Witt (1653–1675), auf Reisen in Deutschland, Schweiz, Österreich und Italien, wo er im Jahre 1575 an der Universität Padua promovierte
          - Wilhelmina de Witt (1671–1701), verheiratet mit Johan II. de Witt

        - Johan de Witt (1625–1672), Heer von Zuid- und Noord-Linschoten, Snelrewaard, Hekendorp und Ijsselveere, Ratspensionär von Holland, Erster Staatsmann der Republik Johan de Witt
(1625–1672) 
          - Anna de Witt (1655–1725), verehelicht mit Herman van de Honert
          - Agnes de Witt (1658–1688), verehelicht mit Simon Teresteyn van Halewijn
          - Maria de Witt (1660–1689), verehelicht mit Willem Hooft
          - Johan II. de Witt (1662–1701), Heer von Zuid- und Noord-Linschoten, Snelrewaard, Hekendorp und Ijsselveere, Sekretär von Dordrecht, Gelehrter und Sammler von Büchern und Handschriften
            - Johan III. de Witt (1694–1751), Heer von Zuid- und Noord-Linschoten, Snelrewaard, Hekendorp und Ijsselveere, Präsident der Rechenkammer der österreichischen Niederlande
            - Cornelis Johansz de Witt (1696–1769), Vrijheer der Hohen Herrlichkeit Jaarsveld, Bürgermeister von Dordrecht, Deputierter der Staaten von Holland und Friesland
              - Johan de Witt (1720–1783), Vrijheer von Jaarsveld, Schepen von Dordrecht, Direktor des Levantinischen Handels
                - Cornelis de Witt (1745–1813), Vrijheer von Jaarsveld

              - Herman Cornelis de Witt (1728–1778), Vogt und Deichgraf von Merwede
                - Maria de Witt (1777–1861)

    - Jacob Fransz de Witt (1548–1621), Dordrechter Regent und Bürgermeister, Deputierter der Staaten von Holland und Friesland
      - Frans de Witt († 1610)
        - Jacob de Witt († 1653), Gouverneur der Küste von Coromandel

Der Dordrechter Zweig – und somit die direkten Nachkommen von Johan de Witt (1625–1672) – starb mit Maria de Witt (19. April 1777 bis 1. April 1861) aus.

## De Witt in Amsterdam
Die Amsterdamer Patrizierfamilie De Witt ist dort seit dem 15. Jahrhundert nachweisbar und führt ein anderes Wappen als die Dordrechter De Witts, was somit eine Verwandtschaft unwahrscheinlich macht.
- François de Witt (1706–1777), Bürgermeister von Amsterdam eheliche 1743 Alida Johanna de Graeff, Tochter von Johan de Graeff (1673–1714), in weiblicher Linie mit dem Dordrechter Geschlecht De Witt blutverwandt, und ein Neffe des Ratspensionärs Johan de Witt.